# パドルテニス
パドルテニスは、アメリカ合衆国で考案されたテニスの縮小版ともいえるスポーツである。

## 概要
1898年にミシガン州で親と一緒にテニスクラブに来た子供のために、コートを二等分して遊ばせたことが始まりとされている。
板状のラケット(パドル)や、テニスボールと同じくフェルト付きながらも空気圧の柔らかいボールを使用すること、コートがテニスの約1/3であること等、いくつかの点を除き、基本技術やルールがほとんどテニスと同じである。
日本では、地域の学校体育館やスポーツセンターなどを利用して楽しまれている。

## コート・用具
コート
バドミントンのコートを利用して作ることができる。
バドミントンコートの全長は、13.40mであるが、拡張する必要がある（サイドラインはそのまま利用できる）。
拡張の手順として、①バドミントンコートのエンドラインの内側から、バドミントンラインより1cm(0.01m）幅の広いパドルテニス用ラインテープを貼る。②その後、0.91mサイドラインを延長して、パドルテニスのベースラインとする。
この作業を両エンドで行うと、13.40m＋（0.01m×2＋0.91m×2）＝15.24mとなり、バドミントンコートを長くしたような形のコートができる。
ネットは、0.787mの高さ（中央部で0.762m以上の高さが必要）で、ポータブルネットセットがない場合は、バドミントン用ネットポストを利用することも可能である。
パドル
縦が46.0cm、横幅が24.0cm以下のもの。重さ・材質・表面の形状に関する規定はないが、ストリングスを張ったものや、打球時に表面加工がはがれるものは使用不可。
ボール
テニスと同様に、フェルトでカバーされたものを使用する。大きさは同じだが、かなり柔らかい。1.8mの高さから硬い床に落とした際のバウンドが、89cm～94cmの間の高さのもの。

## ルール
基本的なもの
①コインやパドルを用いてトスを行い、サーバー、レシーバーとエンドを決める。
②サーバーが、右サイド（デュース）コートの後ろからサービスを行い、その後は、1ポイントごとに左サイド（アドバンテージ）コートの後ろと交互に行う。1ゲームが終了するまでは、同じプレーヤーがサービスを行う。
③コート内にボールが正しく入らなければ、相手のポイントとなる。
パドルテニス独自のルール
①サービスは、1本のみ。打点は、腰よりも下でなければならない。
②サービスは、ノーバウンドで打つ方法と、ワンバウンドさせてから打つ方法があるが、同一セット中には変えてはいけない。　
③シングルスのときは、レシーブされた1球目は、バウンドさせてから返球しなければならない。
④ダブルスの際は、「リストレイントルール」を採用することができる。ネットから366cm地点にベースラインと平行な、リストレイントラインを設け、各プレーヤーは、レシーバーが完全に打ち終わるまで、このラインを踏んだり、ラインより前に出てはいけないというルールである。サービスが極端に短い場合、レシーバーが、このラインを踏み越した時点で、束縛はなくなる。このルールは、大会の主催者が事前の発表をもって採用されるかが決定される。